# Media Control Charts
A Media Control Charts Németország hivatalos zenei slágerlistája. Több kategóriára van osztva, amelyek közül a legismertebb a Top100 kislemez és albumlista. A listát a Media Control Gfk International állítja össze és publikálja. A németországi Der Automatenmarkt magazinban 1959 óta publikálnak slágerlistákat. Mindazonáltal egyre nagyobb igény volt egy általánosabb, professzionálisabb slágerlista iránt, így a különböző zeneipari szakemberek és szervezetek összefogtak, és tesztek alapján kiválasztották a Meda Control vállalatot, hogy összegyűjtse és rendszerezze az eladásokat. Az első hivatalos lista 1977 szeptemberében jelent meg a Der Automatenmarktban. Eredetileg ötven helyezésig sorolták a kiadványokat, 1980 januárjától 75 helyig, végül 1989-től – igazodva a nemzetközi szokásokhoz – száz helyig.

## Kategóriák
- Top 100 kislemezlista
- Top 100 albumlista
- Top 100 válogatáslista
- Napi trend (Top 150 kislemez és album, top 50 válogatás)
- Internetes slágerlista (kislemez és album)
- Top 30 Jazz lista
- Top 20 Classic lista
- Top 20 Schlager Longplay lista
- Top 20 videóklip lista
- Top 20 Új előadók listája
- Top 20 Independent lista
- Top 10 Comedy lista
- Top 50 ODC (Official Dance Charts)

## Külső hivatkozások
- Musik-Charts – Media Control (németül)
- Media Control GfK International